# Area 12 di Brodmann
L'area 12 di Brodmann è una regione della corteccia cerebrale. Occupa gran parte della parte rostrale del lobo frontale.

## Struttura
L'area 12 di Brodmann è principalmente costituita da uno strato dei granuli interno (IV), un esile strato di cellule piramidali del III strato e uno strato piramidale interno (V strato). 
Lo strato multiforme è esteso, e contiene cellule fusiformi che si uniscono gradualmente con il sottostante strato di materia grigia sottocorticale.
Tutte le cellule, incluse quelle degli strati piramidale interno ed esterno, sono di piccole dimensioni. 
Lo strato piramidale interno (V) contiene inoltre cellule fusiformi in gruppi di 2-5 cellule situate in prossimità dello strato dei granuli interno.

## Funzioni
L'area 12 è connessa con il globus pallidus e la substantia nigra, tramite i prolungamenti che originano dagli strati efferenti. Lo stimolo glutaminergico viene convertito in GABA (acido γ-ammino-butirrico); in questo modo il lobo frontale può controllare parzialmente l'attività dei nuclei della base.

## Galleria d'immagini

Animazione
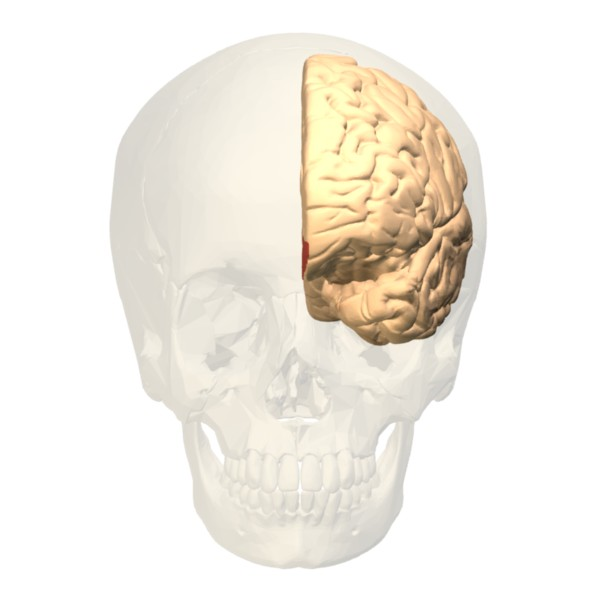
Vista frontale
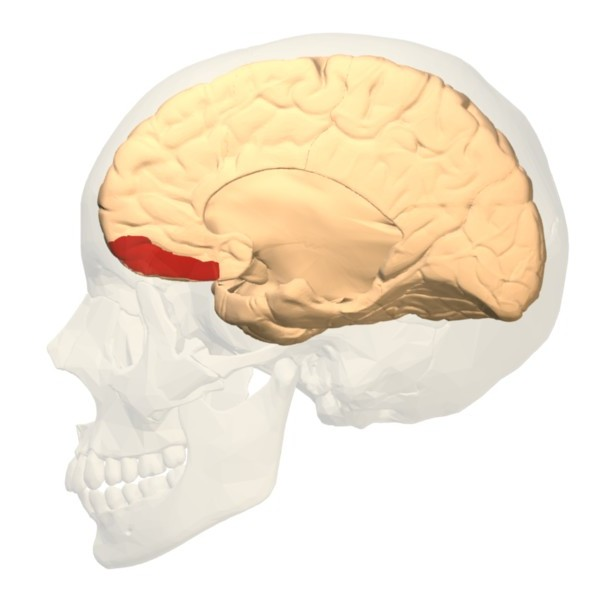
Vista mediale

## Collegamenti
- Aree di Brodmann